# دافيد بيرتشيش
دافيد بيرتشيش Dávid Bérczes (ولد في 14 يناير 1990) لاعب شطرنج مجري يحمل لقب أستاذ كبير.
- حصل على لقب أستاذ دولي عام 2005.
- حصل على لقب أستاذ كبير عام 2008.
- فاز بالمركز الثالث والسادس متعادلاً في كأس ريلتون عام 2008 مع إيفجيني غليزيروف ويوري كوزوبوف وبيا كراملينغ.
- في عام 2011 فاز متعادلاً بالمركز الثاني والسابع في مهرجان تسي إ مدي إي للشطرنج في دريسدن، مع ديب سينغوبتا وفياتشيسلاف زاخارتسوف وكريستيان سابو وليف غوتمان وسامويل شانكلاند.
- أخوه الأكبر هو تشابا بيرتشيش لاعب شطرنج يحمل لقب أستاذ دولي.

## وصلات خارجية
- دافيد بيرتشيش على موقع الاتحاد الدولي للشطرنج (الإنجليزية)
- دافيد بيرتشيش على موقع مباريات الشطرنج (الإنجليزية)
- دافيد بيرتشيش على موقع 365Chess.com (الإنجليزية)
- دافيد بيرتشيش على موقع Chesstempo.com (الإنجليزية)
- دافيد بيرتشيش على موقع الاتحاد الأمريكي للشطرنج (الإنجليزية)